# 杉坊明算
杉坊 明算（すぎのぼう みょうさん/みょうざん/めいさん、? - 天文21年2月11日〈1552年3月6日〉または永禄元年〈1558年〉）は、戦国時代の僧。根来寺の子院・杉坊（杉之坊）の院主。

## 略歴

### 根来寺と明算の活動
杉坊は紀伊国那賀郡根来（現在の和歌山県岩出市）に位置する真言宗の寺院・根来寺の有力子院。明算は天文期（1532-1555年）にその院主を務めた。
根来寺は紀伊北部に寺領荘園を持ち、行人からなる軍事力を有した。長禄4年（1460年）には守護・畠山義就の軍を破ってその被官ら700人を戦死・溺死させるなど、武家権力に対抗しうる存在となっていた。応仁の乱以降は政長流畠山氏へと味方している。
明算の活動は天文初期に見られ、天文6年（1537年）には転法輪三条公頼の家領である河内国鞆呂岐荘（大阪府寝屋川市）の半分の支配権を得て、転法輪三条家に年貢を納めている。天文8年（1539年）には、根来寺の開山・覚鑁への大師号追贈のための交渉に関わっていた。
天文9年（1540年）、明算は政長流畠山氏の河内守護代・遊佐長教とともに、河内国の真観寺（八尾市）に対し、その末寺・南泉庵（寝屋川市）の領地を保障している。南泉庵は飯盛城（大東市・四條畷市）に在城する木沢長政の勢力圏にあったとみられ、明算と遊佐長教はその保障について木沢長政から了解を得ていた。

### 出自と最期
『津田家系譜』によると、明算は那賀郡小倉（和歌山市）の土豪・津田氏の生まれで、種子島から根来に鉄砲をもたらしたとされる津田監物算長の弟という。『鉄炮記』には、天文12年（1543年）に「杉坊某公」が鉄砲を求め「津田監物丞」を種子島に遣わしたとあり、この杉坊某公が明算にあたるといわれる。
一方、近年の研究では、遊佐長教の弟の「子コロ（根来）ノ松坊（杉坊）」が明算に比定されている。
遊佐長教は天文20年（1551年）5月に暗殺され、畠山家ではその後継者に遊佐太藤を推す安見宗房と長教の弟を奉じる萱振賢継との間で対立が生じていた。天文21年（1552年）2月10日、安見宗房は萱振賢継らを殺害・放逐し、翌11日、湯山（有馬温泉）にいた長教の弟が三好方により討たれた。長教の娘婿で長教と同盟関係にあった三好長慶が、政長流畠山氏の統一のため行ったものとみられる。
明算の没年について、『津田家系譜』には永禄元年（1558年）とあり、明算を遊佐長教の弟とする説に従えば、上記の通り天文21年（1552年）2月11日の死去となる。
この後、津田算長の子で津田算正の弟とされる照算が跡を継いだ。